# Бакетхэд
Бра́йан Патрик Кэ́рролл (англ. Brian Patrick Carroll), известный под псевдонимом Ба́кетхэд (от англ. Buckethead — «Ведроголовый»), родился 13 мая 1969 года) — американский музыкант, автор песен и гитарист-виртуоз. Известен очень продуктивной музыкальной деятельностью. Он записал 31 студийных альбомов, 4 специальных релиза и один мини-альбом, а также участвовал в записи более чем 50 работ других исполнителей.
Выступая в своём образе, Бакетхэд обычно носил ведро из-под курицы KFC на голове с оранжевой наклейкой, украшенной надписью «FUNERAL» (с англ. — «похороны») чёрными заглавными буквами. В настоящее время он чаще появляется в белом ведре без надписей, чем в «традиционном». Он скрывает лицо под белой театральной маской. В свои представления музыкант включает нунчаки, танец робота и обмен игрушками с публикой. К необычному образу Бакетхэда прилагается «легенда» — о том, что его воспитали курицы, а также о его миссии — «предупредить людей во всем мире о непрерывно происходящем в настоящее время курином холокосте в фаст-фудах по всей планете».
Хотя Кэрролл является мультиинструменталистом, он наиболее известен игрой на электрогитаре. В списке «20 лучших гитаристов-шреддеров всех времён» журнала GuitarOne он занимает 8 место. Также он включён в рейтинги журнала Guitar World «25 самых странных гитаристов всех времён» и «50 самых быстрых гитаристов всех времён».
Бакетхэд главным образом выступает как сольный исполнитель. Однако он сотрудничал со многими известнейшими артистами, такими, как Билл Ласвелл, Бутси Коллинз, Берни Уоррелл, Игги Поп, Лес Клейпул, Серж Танкян, Билл Моусли, Майк Паттон, Вигго Мортенсен, и был участником группы Guns N’ Roses c 2000 по 2004 годы. Он написал и исполнил саундтреки к нескольким фильмам, включая: «Пила 2», «Призраки Марса», «Ниндзя из Беверли-Хиллз», «Смертельная битва», «Смертельная битва 2: Истребление», «Последний киногерой».

## Карьера

### Ранние годы
Бакетхэд начал играть на гитаре в возрасте 12 лет, но стал серьёзно заниматься лишь год спустя, когда переехал из Хантингтон-Бич в Клэрмонт. Он улучшал технику игры: брал уроки у разных учителей, например, у Джонни Форчена и Макса МакГуайра. Вскоре он начал заниматься с Пеббером Брауном (англ. Pebber Brown). Более близкий анализ игры Керролла показывает, что годы занятий с П. Брауном, похоже, повлияли на него больше всего. Позже, он несколько месяцев обучался у Пола Гилберта. Затем Брайан начал делать демозаписи своей игры и произведений.

### 1988—1994: Ранняя сольная карьера и Praxis
В 1988 году после ухода из группы Class-X Кэрролл записал песню Brazos для конкурса в журнале Guitar Player. К песне прилагалась заметка:

Удивительно способный гитарист и бас-гитарист демонстрируют пост-Гилбертовскую скорость и точность, отшлифованную очень необычным чувством гармонии. Его психотронная, демоническая игра очень отдалена от клише классического метала и рока. Талант, достойный внимания, также известен как «Buckethead».

В том же году редактор журнала Джес Обрехт узнаёт о Бакетхэде: он слушает демозапись, которую музыкант с родителями оставил в приёмной редакции. Запись его поразила: Обрехт ворвался в ресторан, где Брайан обедал с родителями, и принялся уговаривать его воспользоваться выдающимся талантом.
Вскоре они стали друзьями. В 1989 г. песня Sowee получила лестные отзывы в другом конкурсе. В 1991 г. Бакетхэд переезжает в подвал к Обрехту (где был отснят материал «Бакетхэд в подвале» (англ. «Buckethead in the basement»), вышедший на DVD «Young Buckethead». Песня «Brazos» в конце концов была выпущена в 1991 году на демо-кассете его группы Deli Creeps под названием Tribal Rites и в качестве бонусного материала на DVD Secret Recipe в 2006 г. Люк Сакко был тогда его учителем.
После первых двух демозаписей Giant Robot(demo) и Buckethead Blueprints, Бакэтхэд выпускает альбом «Bucketheadland» на японском лейбле Джона Зорна, в 1992 г. Несмотря на то, что пластинка была импортной и дорогой, она привлекла внимание и заработала хорошие отзывы. Примерно в это же время бас-гитарист и продюсер Билл Ласвелл, тоже сотрудник Зорна, знакомится с Бакетхэдом. Барабанщик группы «Limbomaniacs» Брайан «Брейн» Мэнтиа дал Ласвеллу видеозапись того, как Кэрролл играет в своей комнате. Бакетхэд вскоре становится вторым основным гитаристом Ласвелла после Никки Скопелитиса.
В 1992 г. Бакетхэд, Билл Ласвелл, Берни Уоррелл, Бутси Коллинз и Брайан «Брэйн» Мэнтиа создали супергруппу Praxis. Первый альбом Transmutation (Mutatis Mutandis), вышедший в том же году, был очень хорошо принят. Проект был идеей Билла Ласвелла. С тех пор приглашали многих других исполнителей, например, Сержа Танкяна из группы System of A Down. Бакетхэд принял участие во всех записях, кроме альбомов 1984 и Mold (1998 г.)
В 1994 г. Бакэтхэд выпустил альбом «Dreamatorium» под псевдонимом Death Cube K (анаграмма Buckethead). Псевдоним был придуман Томом «Док» Дартером, чтобы легально обойти проблемы с Sony Music Entertainment. Касательно стилистики, официальный раздел Вопрос/Ответ (FAQ) утверждает: 

Считается, что Death Cube K — отдельная сущность, которая выглядит как фотографический негатив Бакетхэда с «чёрной хромированной маской, как у Дарта Вейдера». Этот призрак преследует Бакетхэда и является ему в кошмарных снах.
Писатель-фантаст Уильям Гибсон позже позаимствовал «Death Cube K» в качестве названия бара в его романе Idoru (1996 г.). Гибсон так объяснил ссылку в интервью интернет-журналу Addicted to Noise:

«Death Cube K» на самом деле — название альбома. Извините, я не могу вспомнить название группы, но Билл Ласвелл, с которым я не сильно знаком, по доброте душевной иногда присылает мне свой материал, группы, которые выпускаются на его лейбле. И «Death Cube K» — это название какой-то чумовой эмбиент-группы, которую он продюсировал. И когда я его увидел, то сразу подумал — тематический бар Франца Кафки в Токио.
Так же в 1994 году Бакетхэд выпустил свой второй студийный альбом — Giant Robot, в записи которого приняли участие гости: Игги Поп и Билл Моусли. Название альбома произошло от японского сериала Johnny Sokko and his Flying Robot, поклонником которого является Бакетхэд. Он выпустил два альбома с Praxis, их вторую и третью студийные работы: Sacrifist и Metatron. Согласно автобиографии Энтони Кидиса «Scar Tissue», Бакетхэд участвовал в прослушивании на место гитариста в группе Red Hot Chili Peppers вскоре после ухода Джона Фрушанте. При этом он не слышал ни одной из их песен. Басист Фли упоминал об этом:

 Когда он закончил, группа громко аплодировала. Он был весь такой «милый и нормальный», в то время как группе был нужен кто-то «кто мог бы задать жару».

### 1995—1998: Сотрудничество, саундтреки, Praxis
В 1995 году Бакетхэд не выпустил ни одного сольного альбома, но сотрудничал с некоторыми артистами, например с Джонасом Хеллборгом и Майклим Шривом в альбоме Octave of the Holy Innocents. Также он участвовал в создании саундтреков к фильмам «Джонни-мнемоник» и Смертельная битва.
Годом позже, в 1996 г., он выпускает сольный альбом The Day of the Robot вместе с английским продюсером DJ Ninj и Ласвеллом. В составе группы Giant Robot, вместе с барабанщиком Брейном и клавишником Питом Скатурро, Бакетхэд выпускает альбом Giant Robot на маленьком японском лейбле NTT Records. Обе работы были изданы ограниченным тиражом и сейчас являются редкими коллекционными изданиями. Помимо этого, была сделана вторая демозапись группы Deli Creeps.
В 1996 г. в нескольких рекламных роликах Sega Saturn появлялось лицо на логотипе, похожее на маску Бакетхэда, и его музыка.
В 1997 г. Бакетхэд работал над новым альбомом Buckethead Plays Disney, но его не выпустил. Согласно его сайту: 

Это очень ожидаемый альбом, однажды включённый в каталог Avant, и он всё ещё должен быть завершён. Это самый ценный личный проект Бакетхэда, поэтому он не будет его записывать или выпускать, пока точно не будет уверен, что альбом готов.
В этом же году вышли саундтреки, в создании нескольких композиций которых он принимал участие к фильмам «Ниндзя из Беверли Хиллз» и «Смертельная битва 2: Истребление».
Последующими релизами были второй и последний студийный альбом группы Arcana — Arc of the Testimony и проект Pieces с Брэйном. Ещё были изданы два концертных альбома группы Praxis — Transmutation Live и Live in Poland, состоявшие из записей концертов в Европе. Death Cube K выпустил альбом под названием Disembodied.
В 1998 г. Бакетхэд выпустил альбом Colma, который посвятил своей матери, больной в то время раком толстой кишки. В том же году был выпущен сборник группы Praxis — Collection.

### 1999—2004: Новые проекты, Guns N' Roses, общественное признание
В 1999 году музыкант выпустил свой пятый альбом, в работе над которым ему помог Лес Клейпул. Диск получил название Monsters and Robots и на данный момент[какой?] является самым продаваемым альбомом Бакетхэда. На песню «The Ballad of Buckethead» был снят его первый видеоклип.
В этом году Бакетхэд начал три новых проекта: группу Cornbugs совместно с актёром Биллом Моусли, барабанщиком Пинчфэйсом (англ. Pinchface), и, позже, клавишником Трэвисом Дикерсоном. Другой проект — Cobra Strike, выпустил альбом The 13th Scroll, в записи которого приняли участие Пинчфэйс, Брейн, DJ Disk и Ласвелл. Бакетхэд также записался с актёром Вигго Мортенсеном, с которым он встретился на записи проекта под названием Myth: Dreams of the World в 1996 году. Вместе они выпустили альбомы One Man’s Meat, One Less Thing to Worry About, и The Other Parade.
Эти альбомы довольно редкие, но сборник This, That, and The Other был издан в 2004 г., чтобы компенсировать это. Переработанная версия альбома Live in Poland группы Praxis под названием Warszawa и саундтрек к Могучим рейнджерам вышли в этом году. Кроме этого, Бакетхэд предложил своим поклонникам приобрести специальные «персональные записи» длинной около получаса и стоимостью $50 каждая. Покупатели могли выбирать содержимое записи из нескольких категорий.
Затем последовал третий релиз Death Cube K, названный Tunnel, на этот раз без Ласвелла, но при участии Трэвиса Дикерсона. В 2000 г. Бакетхэд выпустил второй альбом Cobra Strike под названием Cobra Strike II: Y, Y+B, X+Y <hold> ←.
Бакетхэд получил большую известность как гитарист группы Guns N' Roses, в которой он состоял в 2000—2004 гг. Он принимал участие в записи постоянно откладываемого альбома Chinese Democracy и концертных выступлениях группы в 2001 и 2002 годах, включая концерты на фестивале Rock in Rio 3, MTV Video Music Awards и частично тур Chinese Democracy.
Помимо участия в Guns N' Roses, Бакетхэд выпустил шестой студийный альбом Somewhere Over the Slaughterhouse в 2001 году и свой единственный EP KFC Skin Piles. Он выпустил два альбома со своей группой Cornbugs: Cemetery Pinch и How Now Brown Cow. Помимо этого, он присоединился к двум новым проектам: Thanatopsis вместе с Дикерсоном, выпустившим свой дебютный альбом. И второй проект — альбом Unison с Биллом Ласвеллом и японским продюсером Shin Terai.
В 2002 г. Бакетхэд выпустил три студийных альбома: Funnel Weaver — сборник из 49 коротких треков; Bermuda Triangle, и Electric Tears — спокойный альбом, похожий на его предыдущий релиз Colma. Когда Ласвелл не смог выступить с группой Praxis на фестивале Bonnaroo, Лес Клейпул был приглашен для джема с Брейном, Берни Уорреллом и Бакетхэдом, в результате чего образовалась новая супергруппа Colonel Claypool’s Bucket of Bernie Brains, сокращённо называемая C2B3. Этот эксперимент оказался настолько успешным, что в дальнейшем были даны дополнительные концерты.
В следующем 2003 г., отмечая выпуск своего десятого студийного альбома, музыкант выпустил продолжение своей дебютной работы, получившее название Bucketheadland 2. Вместе с актёром Вигго Мортенсеном он выпустил альбом Pandemoniumfromamerica, а с группой Thanatopsis их вторую работу — Axiology.
В марте 2004 г. Бакетхэд покинул Guns N' Roses, по словам его менеджера, из-за «невозможности Ганзов завершить альбом или отправиться в тур». Ответ Guns N' Roses на уход Бакетхэда был следующим:

Во время пребывания в группе Бакетхэд был непостоянен как в поведении, так и в выполнении своих обязанностей. Несмотря на контракт, создавая неопределенность и смятение, в сущности сделал невозможным продолжением записи, репетиций и живых выступлений. Его непостоянный образ жизни сделал практически невозможным даже для его близких друзей иметь хоть какие-то виды общения с ним.
Тем временем, его популярность в музыкальном андерграунде стремительно возросла. Он часто выступает на фестивалях и в клубах по всей стране и иногда выступает как приглашённый исполнитель.
В 2004 г. увидели свет три новых студийных альбома: Island of Lost Minds, который был первым альбомом для продажи только в туре, пока не был переиздан TDRS Music; Population Override — блюз-рок альбом с Дикерсоном и The Cuckoo Clocks of Hell, считающийся его самой «тяжёлой» работой на сегодняшний день. Последний включает в себя песню «Spokes for the Wheel of Torment», для которой Сид Гэрон и Эрик Хенри сделали видеоклип, основанный на триптихах Иеронима Босха. Бакетхэд записал два последних альбома с Cornbugs: Brain Circus и Donkey Town, альбом с Вигго Мортенсеном — Please Tomorrow, второй альбом с Shin Terai под названием Heaven & Hell
С2В3 выпустили свой единственный альбом —  The Big Eyeball in the Sky и провели тур по Северной Америке.
В интервью журналу Revolver, Оззи Осборн заявил, что он предлагал Бакетхэду присоединиться к его группе на фестивале Ozzfest. Но Оззи быстро передумал, так как понял, что тот не собирается отказываться от своего имиджа и костюма.

Я попробовал работать с этим Бакетхэдом. Мы встретились, и я предложил ему сотрудничество, но только если он выкинет это чёртово ведро. Я вернулся позже, а у него на голове такой зелёный вязаный шлем! Я ему говорю: «Ну ладно, просто будь собой». Он сказал мне, что его зовут Брайан, а я ответил, что теперь буду звать его по имени. А он в ответ: «Никто кроме моей матери не зовёт меня Брайан.», и я тут говорю: «Тогда представим, что я твоя мама!» Я даже из комнаты не вышел, а с этим парнем уже приходится мутить какие-то игры разума. Может быть, однажды он просто уйдет и оставит записку «Улетел в космос»? Поймите меня правильно, он отличный гитарист.

### 2005—2006: Buckethead & Friends

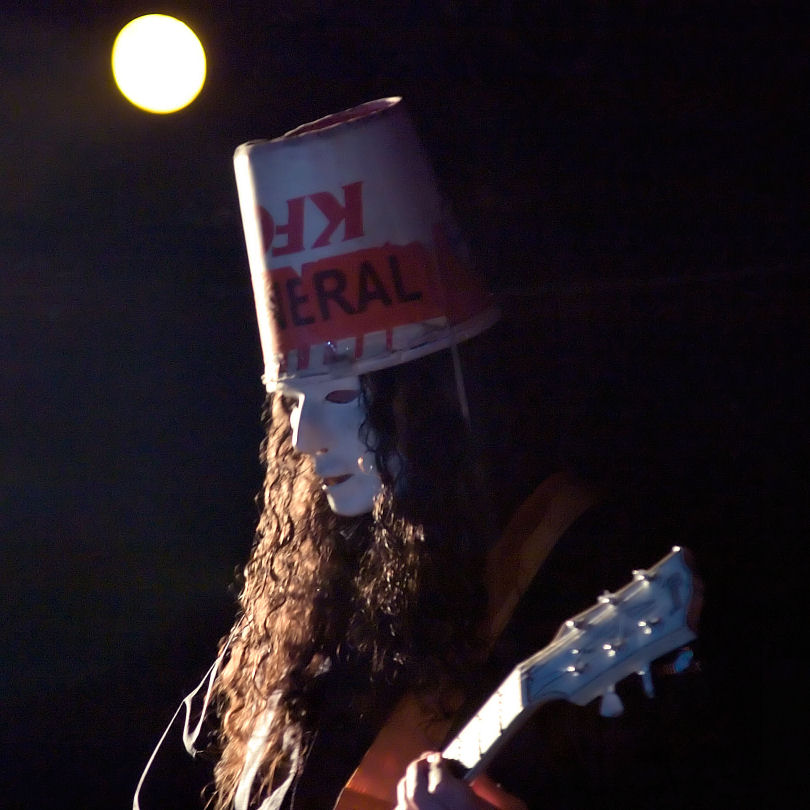

В 2005 г. Бакетхэд выпустил альбом, известный как «Buckethead & Friends». Работа Enter the Chicken была выпущена на лейбле Сержа Танкяна — Serjical Strike. В записи приняли участия сам Танкян, Maximum Bob (из Deli Creeps), вокалист группы Death by Stereo (статья на английском языке) Efrem Shulz, группа Bad Acid Trip (англ. статья) и другие гости. Этот альбом примечателен тем, что он больше тяготеет к традиционной структуре песен, но, тем не менее, демонстрирует гитарные навыки Бакетхэдa. Песня «We Are One» была выпущена в качестве сингла и включена в саундтрек к сериалу Мастера ужасов. Песня «Three Fingers» была использована как саундтрек к фильму ужасов Пила 2. Завершающий трек — «Nottingham Lace» был представлен публике на официальном сайте музыканта и быстро стал одной из наиболее популярных его песен и постоянным номером концертов. Позже Бакетхэд выпустил два сольных альбома в 2005 — Kaleidoscalp и Inbred Mountain, ставший первой сольной работой, выпущенной на лейбле TDRS Music. Оба альбома сначала продавались только на концертах, но позже стали официально доступны для заказа на веб-сайте лейбла.
В этом году Бакетхэд выпустил свой первый DVD Secret Recipe, который продавался только в туре. Единственным местом, где его могли достать фанаты, не ходившие на концерт либо живущие за границей, были интернет-аукционы, например, eBay. Впоследствии, Трэвис Дикерсон провел розыгрыш копий DVD на своём сайте. Желающие «выиграть» копию должны были оставить на сайте свои имена и адреса электронной почты. Когда регистрация была закончена, Трэвис выбрал случайным образом имена 200 счастливчиков, которым разрешалось купить копию DVD через веб-сайт. Только в марте 2006 года DVD стал доступен широкой аудитории.
Бакетхэд выпустил новые альбомы со своими группами: Cornbugs выпустили два сборника Rest Home for Robots и Skeleton Farm; c группой Deli Creeps он выпустил их первый и единственный альбом — Dawn of the Deli Creeps. В составе проекта Gorgone Бакетхэд выпустил одноимённый альбом, записанный на одной из сессий во время записи альбома Population Override, вышедший в 2004 году. Гитарист выпустил альбом с Вигго Мортенсеном — Intelligence Failure, а в составе группы Praxis — концертный альбом Zurich.
Хитом 2006 г. стала консольная видеоигра Guitar Hero II, в которую вошла песня гитариста «Jordan» в качестве бонус-трека. Хотя песня часто исполнялась на концертах и ранее, версия, доступная в видеоигре — единственная её студийная запись. Концертная версия почти всегда состоит только из куплета и припева «Jordan», а затем переходит в другую песню, обычно «Post Office Buddy», а затем вновь возвращается к куплету и припеву «Jordan». Версия песни в Guitar Hero II содержит гитарное соло, которое было написано специально для игры. Начиная с конца 2007 года Бакетхэд начал исполнять версию «Jordan» из Guitar Hero на своих концертах, включая соло.
В этом году Buckethead выпустил два DVD: Young Buckethead Vol. 1 и Young Buckethead Vol. 2. Они содержали редкие материалы 1990—1991 гг. На DVD были представлены три полных концерта Deli Creeps, саундчек, закулисные съёмки и «сольный» материал музыканта. Помимо этого, он выпускает альбомы The Elephant Man’s Alarm Clock и Crime Slunk Scene. Оба вначале продавались только на гастролях, но позже стали доступны на TDRS Music. Последний содержит песню «Soothsayer (Dedicated to Aunt Suzie)», которая наряду с «Jordan» и «Nottingham Lace» является одной из его самых популярных песен и часто исполняется на концертах.
Затем был выпущен последний сборник группы Cornbugs, Celebrity Psychos. Кроме этого, гитарист записал альбом с клавишником, продюсером и главой лейбла TDRS Music, Трэвисом Дикерсоном, под названием Chicken Noodles. Песня «Cruel Reality of Nature» из альбома Population Override вдохновила музыкантов на запись этой работы. Как и предполагалось, был выпущен второй альбом группы Thanatopsis — Anatomize.

### 2007—2008: Продолжение сольной работы
В 2007 г. Бакетхэд выпускает беспрецедентное количество нового материала. В феврале был выпущен бокс-сет из 13 дисков In Search of The. Каждый диск был вручную оформлен и пронумерован Бакетхэдом. Бокс-сет содержит более 9 часов музыки в стиле авангард. Обычный сольный альбом — Pepper’s Ghost был выпущен в марте.
Диск акустических импровизаций Acoustic Shards стал двадцатой работой, выпущенной Бакетхэдом. В середине года была издана демозапись Bucketheadland Blueprints с двумя вариантами обложки: один был нарисован Бакетхэдом, второй вариант — оригинальная обложка альбома. В октябре были выпущены два последних альбома 2007 года Decoding the Tomb of Bansheebot и Cyborg Slunks. Последний вновь вышел в качестве вручную оформленного лимитированного издания и спустя несколько недель был издан в виде обычного компакт-диска.
Death Cube K выпустил два альбома в 2007 году: DCK, 400 вручную пронумерованных копий, выпущен в августе; в декабре выпущен пятидисковый бокс-сет Monolith, каждый диск которого содержит одну большую, не разбитую на треки дорожку.
На протяжении 2007 года Бакетхэд участвовал во многих совместных работах с другими исполнителями. Продолжение совместного с Трэвисом Дикерсоном альбома Chicken Noodles, получившее название Chicken Noodles II, было изднано на лейбле TDRS в декабре. Концертный альбом группы Praxis — Tennessee 2004, третий альбом с Shin Terai - Lightyears, а также альбом с Брэйном — Kevin’s Noodle House были выпущены в том же году.
Также Бакетхэд нарисовал 5 картин, каждая из которых была растиражирована числом в 100 репродукций, проданных через TDRS.
В том же году было объявлено, что Бакетхэд присоединился к группе Science Faxtion, в состав которой вошли басист Бутси Коллинз и барабанщик Брайан «Брейн» Мэнтиа с вокалистом Грегом Хэмптоном. Выход их первого альбома Living on Another Frequency неоднократно откладывался, но всё же состоялся в ноябре 2008 г.
1 января 2008 г. группа Praxis выпустила долгожданный альбом Profanation (Preparation for a Coming Darkness) в Японии. Альбом был записан в 2005 г., но его выход был отложен в связи с банкротством звукозаписывающего лейбла, на котором его планировали издать.
2008 год начался с выпуска альбома From the Coop на лейбле Avabella (на котором ранее был выпущен диск Acoustic Shards). Альбом состоял из демо, которые Buckethead отдал Джесу Обрехту в начале своей карьеры в 1988 году. Этот диск включал первую «официальную» биографию исполнителя. Позже было объявлено о выходе альбома под названием Albino Slug, который продавался только на концертах до официального релиза в декабре. Одновременно с ним были выпущены альбомы The Dragons of Eden совместно с Дикерсоном и Брэйном и дебютный альбом Bolt on Neck группы Frankenstein Brothers созданный совместно с That 1 Guy. Этот музыкант затем выступал вместе с Бакетхэдом до конца 2008 года, исполняя песни из этого альбома.
Бакетхэд появился в документальном фильме American Music: Off the Record, в котором показано только его выступление. На лейбле Сержа Танкяна Serjical Strike был переиздан альбом Enter the Chicken с одной дополнительной песней. Кроме этого, Бакетхэд поучаствовал в записи одной песни в альбоме Вигго Мортенсена At All, засветился в совместном альбоме Трэвиса Дикерсона и кинорежиссёра Аликса Ламберта Running After Deer. Бакетхэд и Бутси Коллинз выступили в Цинциннати для привлечения избирателей на выборы президента США 2008 года от организации Rock the Vote. С Коллинзом он принял участие в записи Fallen Soldiers Memorial, альбома для National Fallen Heroes Foundation.
Более чем через четыре года после ухода Бакетхэда из Guns N' Roses был выпущен альбом Chinese Democracy. Бакетхэд появляется во всех песнях альбома кроме двух и является соавтором «Shackler’s Revenge» (которая появилась в популярной игре Rock Band 2 (английская статья), «Scraped» и «Sorry», в которой участвует певец Себастьян Бах, фронтмен группы Skid Row. В альбоме присутствуют 11 гитарных соло Бакетхэда.

### 2009: В память о Майкле Джексоне; подписная модель Les Paul
30 декабря 2008 г. Бакетхэд публикует две новых песни на своем сайте в честь 24 дня рождения баскетболиста Джеймса Леброна. Эти песни были включены в альбом Slaughterhouse on the Prairie, выпущенный месяц спустя на лейбле TDRS Music. Затем, в мае 2009 года, он выпускает альбом A Real Diamond in the Rough, а позже — альбом Forensic Follies, который сначала продавался на некоторых концертах, а затем был выпущен на TDRS.
Бакетхэд оставил песню «The Homing Beacon» на своем сайте с собственным рисунком Майкла Джексона в качестве трибьюта скончавшемуся певцу после того, как узнал о его смерти из новостей.
Продолжая линию альбома Forensic Follies, в сентябре он выпускает диск Needle in a Slunk Stack, а месяц спустя выходит долгожданный альбом Death Cube K — Torn from Black Space.
К концу года, 13 ноября, компания Gibson выпускает подписную модель Les Paul Бакетхэда.
В декабре музыкант принял участие в записи дебютного сольного альбома Трэвиса Дикерсона (основателя и главы лейбла TDRS Music, на котором Бакетхэд выпустил многие свои альбомы) под названием Iconography.

### 2010-2024: Перерыв в связи с болезнью, новые альбомы по возвращении
5 февраля 2010 г. Бакетхэд выпустил альбом Shadows Between the Sky; в этом месяце его именная модель гитары поступила в продажу.
29 апреля 2010 года сайт Бакетхэда был обновлен картинкой с сообщением: 

«Привет всем из Бакетхедленда… Бакетхэд хочет сообщить, что он очень ценит вашу поддержку в течение всех этих лет, она очень важна для него. Бакетхэду нужно заменить некоторые детали. Слип-Диск пробрался в парк и вызвал некоторые увечья.»
Оригинальный текст (англ.)«Greetings from Bucketheadland... Buckethead wants you to know he appreciates your support all these years, it means so much to him. Buckethead is having some animatronic parts replaced, Slip Disc snuck into the park and caused some mayhem.»
 Отсылка к Слип-Диску (англ. Slip Disc) может относиться к мнимому врагу Бакетхэда из альбома Bucketheadland.
В мае — августе басист Бутси Коллинз с помощью Твиттера опубликовал сообщения для прояснения ситуации с Бакетхэдом, а также ответил на вопросы поклонников. На протяжении всего июня Бутси оставлял сообщения о состоянии здоровья Бакетхэда. Ещё он объявил, что собирается сотрудничать с Бакетхэдом в своем новом альбоме «Bootsy Collins Funk University» в песне «Minds Under Construction». В июле Бакетхэд проходит физиотерапию, которая должна занять ещё несколько месяцев. Но, несмотря на это, в июле Бакетхэд с Брэйном и Мелиссой Риз выпускает первую часть нового проекта в виде бокс-сета из пяти дисков Best Regards. 22 августа Бутси Коллинз пишет в Твиттере о здоровье музыканта:

«Поговорил с Бакетхэдом на прошлой неделе, ему гораздо лучше. Должен выйти из Курятника не позже Хэллоуина!»
Оригинальный текст (англ.)«Talk to Buckethead last week, he is doing much better. He'll be out the Coop no later than Halloween!»

25 августа Бакетхэд анонсировал свой 28-й альбом Spinal Clock, единственный целиком сыгранный на банджо-гитаре. 2 сентября появились 23 рисунка Бакетхэда, выполненных перьевой ручкой и проданных через сайт TDRS. На следующей неделе на сайте была выставлена ещё одна партия из 67 изображений. Все рисунки стоят $75. Кроме рисунков, он выставил на аукцион 3 картины 2007 года и две новых.
На 15 октября был запланирован выход сразу двух альбомов в сотрудничестве с Брейном, а именно Brain as Hamenoodle и King Regards, второй том из серии Regards с приглашённой Мелиссой Риз. Обе записи были выпущены 13 октября.
В дополнение к этому, 19 октября Трэвис Дикерсон объявил, что продолжает работать над несколькими новыми проектами:

«Первым делом, мы выпустим диск, состоящий из разных мелочей, о котором я и ранее говорил. У меня набралось больше 50 минут такого, что мы раньше не использовали или того, что оставалось незаконченным, так что мы добавили недостающие части там, где это было необходимо и просто достали из закромов разные записи. Диск станет доступным в течение нескольких недель. Там будут кусочки Population Override, Thanatopsis, сессии Dragons of Eden и ещё кое-что.»
Оригинальный текст (англ.)«First thing up will be the odds and ends CD I have talked about here before. I have 50 plus minutes of stuff that were either not used or never finished that we have added the missing parts or just dusted off and will make the CD available in a few weeks.  
It will includes tracks from the Population Override, Thanatopsis, Dragons of Eden sessions and several others.
I'll add a page with more info and samples soon.»

25 октября Дикерсон поделился с посетителями форума TDRS обложкой этого альбома, который будет называться Left Hanging.
20 октября вышел альбом Captain Eo’s Voyage, который можно загрузить при помощи iTunes.
C 2021 Бакетхэд возвращается к активному гастрольному графику. Однако, 27 июля 2022 музыкант поделился заявлением на своем официальном сайте, в котором сообщил о потере 10 "самых важных гитар", которыми он владел:
"Десять самых важных в моей жизни гитар были украдены. Это огромная потеря. Я никогда не смогу заменить их, но я ищу любого, кто знает инструменты, которые похожи по характеристикам на них. Надеюсь, кто-нибудь сможет помочь. Я пытаюсь приобрести 2 Studio Gibson Les Paul. Пожалуйста, свяжитесь по e-mail. Спасибо."
Спустя некоторое время с музыкантом связался один из его фанатов и подарил Бакетхэду свою гитару Les Paul Studio. Через пару дней, Бакетхэд выпустил песню в знак благодарности фанату - Thank You Ohlinger's.
С 2023 активно гастролирует и выпускает пайки (Pike's).

## Влияние
Бакетхэд выделяет музыкантов, повлиявших на его творчество, включая Майкла Джексона, Джими Хэндрикса, Рэнди Роадса, Ульриха Рота, Пола Гилберта, Люиса Джонсона, Джеймса Кутри, Эдди Ван Халена, Шона Лейна, Ингви Мальмстина, Михаэля Шенкера, Эдди Хэйзела, Ангуса Янга, Майка Паттона, Дженнифер Баттен, группы Parliament-Funkadelic, The Residents, а также артистов, с которыми он сотрудничал на протяжении многих лет карьеры. К влияниям, не относящимся к музыке, можно отнести спортсменов Майкла Джордана и Леброна Джеймса, Джорджа Гервина, Блэйка Гриффина; фильмы с участием Брюса Ли, научно-фантастические телешоу (в частности, Giant Robot), сериалы, фильмы ужасов, многочисленные книги и видеоигры.

## Инструменты

### Гитары
- Gibson Buckethead Signature Les Paul
- Заказной Gibson Les Paul
- Steinberger GS
- Заказной ESP MV
- ESP MII
- Gibson Chet Atkins
- Ibanez X-Series Flying V
- Ibanez X Series Rocket Roll II
- Takamine Acoustic EAN40C
- Yamaha AES920
- Gibson 1959 Les Paul Custom
- Gibson Les Paul Standard Plus
- Gibson SG
- Gibson SST[46]
- Gibson 1969 Les Paul Custom[47]
- Заказной Jackson Y2KV
- Заказной Jackson KV2
- Заказной Jackson Doubleneck[48][49]
- Vigier Excess Indus 4-String Bass[46]
- Heartfield Talon II model (by Fender)

### Эффекты
- Digitech Whammy II
- Digitech Whammy IV
- Dunlop Cry Baby 535Q
- Vox V847A Wah Pedal
- Alesis MidiVerb II
- BOSS NS-2 Noise Suppressor[46]
- BOSS RC-2 Loop Station
- BOSS TU-2 Chromatic Tuner
- BOSS DD-3 Digital Delay
- BOSS RV-5 Digital Reverb
- Electro-Harmonix Micro Synthesizer[50]
- Snarling Dogs Mold Spore Wah Pedal
- Roger Mayer Octavia
- DOD Electronics FX-25B envelope filter
- AnalogMan Bicomprossor
- MXR EVH Phase 90
- MXR Phase 100[46]
- Line 6 FM4 Filter Modeler Effects Pedal
- Line 6 MM4 Modulation Modeler Effects Pedal
- Line 6 DL4 Delay Modeler Effects Pedal
- Line 6 X2 XDR95 Wireless

### Усилители
- Peavey Renown
- Peavey 5150
- Marshall 1960 Slant 4x12 cabinet
- Diezel Herbert
- Mesa Boogie Triple Rectifier
- Mesa Boogie Stiletto Trident
- Matt Wells 17,5-watt head wired through a Harry Kolbe 4x12 cab

### Медиаторы
- Dunlop .73mm
- Dunlop Tortex and Jazz IIIs

## Дискография
| Соло                | Соло                                  | Соло                                  | Соло              | Соло                        |
| Год                 | Альбом                                | Дата релиза                           | Лейбл             | Детали                      |
| ------------------- | ------------------------------------- | ------------------------------------- | ----------------- | --------------------------- |
| Альбомы             |                                       |                                       |                   |                             |
| 1992                | Bucketheadland                        | 5 февраля 1992 г.                     | Avant (Avan 007)  | 2 CD (2 диск Dance Remixes) |
| 1994                | Giant Robot                           | 3 ноября 1994 г.                      | Sony Japan        | Digital/CD                  |
| 1996                | The Day of the Robot                  | 30 апреля 1996 г.                     | Subharmonic       | CD                          |
| 1998                | Colma                                 | 24 марта 1998 г.                      | CyberOctave       | Digital/CD                  |
| 1999                | Monsters and Robots                   | 20 апреля 1999                        | CyberOctave       | Digital/CD                  |
| 2001                | Somewhere Over the Slaughterhouse     | 5 июня 2001 г.                        | Stray             | CD, 2LP                     |
| 2002                | Funnel Weaver                         | 15 февраля 2002 г.                    | Ion               | CD                          |
| 2002                | Bermuda Triangle                      | 23 июля 2002 г.                       | Catalyst          | CD                          |
| 2002                | Electric Tears                        | 8 октября 2002 г.                     | Meta              | Digital/CD                  |
| 2003                | Bucketheadland 2                      | 14 октября 2003 г.                    | Bucketheadland    | Digital/CD                  |
| 2004                | Island of Lost Minds                  | 19 марта 2004 г.                      | Bucketheadland    | Digital/CD                  |
| 2004                | Population Override                   | 30 марта 2004 г.                      | Ion               | CD                          |
| 2004                | The Cuckoo Clocks of Hell             | 20 апреля 2004 г.                     | Disembodied       | CD                          |
| 2005                | Enter The Chicken                     | 25 октября 2005 г. (переиздан в 2008) | Serjical Strike   | Digital/CD                  |
| 2005                | Kaleidoscalp                          | 22 ноября 2005 г.                     | Tzadik            | Digital/CD                  |
| 2005                | Inbred Mountain                       | 22 ноября 2005 г.                     | TDRS              | Digital/CD                  |
| 2006                | The Elephant Man's Alarm Clock        | 17 февраля 2006 г.                    | Bucketheadland    | Digital/CD                  |
| 2006                | Crime Slunk Scene                     | 15 сентября 2006 г.                   | Bucketheadland    | Digital/CD                  |
| 2007                | Pepper’s Ghost                        | 1 марта 2007 г.                       | TDRS              | Digital/CD                  |
| 2007                | Decoding the Tomb of Bansheebot       | 30 октября 2007 г.                    | TDRS              | Digital/CD                  |
| 2007                | Cyborg Slunks                         | 30 октября 2007 г.                    | TDRS              | CD-R/CD                     |
| 2008                | Albino Slug                           | 17 сентября 2008 г.                   | TDRS              | Digital/CD                  |
| 2009                | Slaughterhouse on the Prairie         | 30 января 2009 г.                     | TDRS              | Digital/CD                  |
| 2009                | A Real Diamond in the Rough           | 1 мая 2009 г.                         | TDRS              | Digital/CD                  |
| 2009                | Forensic Follies                      | 1 июня 2009 г.                        | TDRS              | Digital/CD                  |
| 2009                | Needle in a Slunk Stack               | 24 сентября 2009 г.                   | TDRS              | Digital/CD                  |
| 2010                | Shadows Between the Sky               | 6 февраля 2010 г.                     | TDRS              | Digital/CD                  |
| 2010                | Spinal Clock                          | 15 сентября 2010 г.                   | TDRS              | CD                          |
| 2010                | Captain Eo's Voyage                   | 20 октября 2010 г.                    | TDRS              | Digital/CD                  |
| 2010                | Happy Holidays from Buckethead        | 21 декабря 2010 г.                    | TDRS              | Digital/CD                  |
| 2011                | It's Alive                            | 15 мая 2011 г.                        | Hatboxghost       | Digital/CD                  |
| 2011                | Empty Space                           | 20 мая 2011 г.                        | Hatboxghost       | Digital/CD                  |
| 2011                | Underground Chamber                   | 17 августа 2011 г.                    | Bucketheadland    | Digital/CD                  |
| 2011                | Look Up There                         | 17 августа 2011 г.                    | Bucketheadland    | Digital/CD                  |
| 2012                | Electric Sea                          | 21 февраля 2012 г.                    | Metastation       | Digital/CD                  |
| 2012                | Balloon Cement                        | 14 апреля 2012 г.                     | Bucketheadland    | Digital/CD                  |
| 2012                | The Shores of Molokai                 | 9 августа 2012 г.                     | Bucketheadland    | Digital/CD                  |
| 2012                | Racks                                 | 20 сентября 2012 г.                   | Bucketheadland    | Digital/CD                  |
| 2012                | March of the Slunks                   | 20 сентября 2012 г.                   | Bucketheadland    | Digital/CD                  |
| 2012                | The Silent Picture Book               | 20 сентября 2012 г.                   | Bucketheadland    | Digital/CD                  |
| 2013                | Forgotten Library                     | 9 апреля 2013 г.                      | Bucketheadland    | Digital/CD                  |
| 2013                | Pike 12                               | 7 мая 2013 г.                         | Bucketheadland    | Digital/CD                  |
| 2013                | Pike 13                               |                                       | Bucketheadland    | Digital/CD                  |
| 2013                | Pike 14                               |                                       | Bucketheadland    | Digital/CD                  |
| 2013                | Pike 15                               |                                       | Bucketheadland    | Digital/CD                  |
| 2013                | Pike 16                               |                                       | Bucketheadland    | Digital/CD                  |
| 2013                | Pike 17                               |                                       | Bucketheadland    | Digital/CD                  |
| 2013                | Pike 18                               |                                       | Bucketheadland    | Digital/CD                  |
| 2013                | Pike 19                               |                                       | Bucketheadland    | Digital/CD                  |
| 2013                | Pike 20                               |                                       | Bucketheadland    | Digital/CD                  |
| 2013                | Pike 21                               |                                       | Bucketheadland    | Digital/CD                  |
| 2013                | Pike 22                               |                                       | Bucketheadland    | Digital/CD                  |
| 2013                | Telescape                             |                                       | Bucketheadland    | Digital/CD                  |
| 2013                | Slug Cartilage                        |                                       | Bucketheadland    | Digital/CD                  |
| 2013                | Pancake Heater                        |                                       | Bucketheadland    | Digital/CD                  |
| 2013                | Worms for the Garden                  |                                       | Bucketheadland    | Digital/CD                  |
| 2013                | Halls of Dimension                    |                                       | Bucketheadland    | Digital/CD                  |
| 2013                | Feathers                              |                                       | Bucketheadland    | Digital/CD                  |
| 2013                | Splatters                             |                                       | Bucketheadland    | Digital/CD                  |
| 2013                | Mannequin Cemetery                    |                                       | Bucketheadland    | Digital/CD                  |
| 2019                | Sigil Soundtrack                      | 14 мая 2019 г.                        | Hatboxghost Music | Digital                     |
| Специальные издания |                                       |                                       |                   |                             |
| 2007                | In Search of The                      | 21 февраля 2007 г.                    | TDRS              | 13 CD                       |
| 2007                | Acoustic Shards                       | 31 мая 2007 г.                        | Avabella          | CD, iTunes, Amazon          |
| 2007                | Bucketheadland Blueprints (переиздан) | август 2007 г.                        | TDRS              | CD                          |
| 2008                | From The Coop                         | 9 марта 2008 г.                       | Avabella          | CD, Amazon                  |
| EP                  |                                       |                                       |                   |                             |
| 2001                | KFC Skin Piles                        | 2001                                  | Gonerville        | LP                          |

Демозаписи
- 1991 — Giant Robot (demo)
- 1991 — Bucketheadland Blueprints

Видео
- 2005 — Secret Recipe
- 2006 — Young Buckethead Vol. 1
- 2006 — Young Buckethead Vol. 2

Видеоклипы
- 1999 — «The Ballad of Buckethead»
- 2004 — «Spokes for the Wheel of Torment»
- 2005 — «We Are One»

DVD
- 2007 — Quackers!
- 2007 — Headcheese

Песни без альбома
- «Jordan» (из Guitar Hero II)
- «Game of Death» (посвящена одноимённому невыпущенному фильму Брюса Ли)
- «I Like it Raw» (посвящена Ol' Dirty Bastard)
- «The Embalmer»
- «Help, Help, Help»
- «The Candyman is Back»
- «The Homing Beacon» (посвящена Майклу Джексону)[33]
- «The Rising Sun» (посвящена трагическим событиям в Японии)
- «Sultan’s Massacre» (ранняя версия композиции «Nottingham Lace» из альбома Enter The Chicken)

Неизданные альбомы
- Buckethead Plays Disney[34]
- Super Diorama Theater[35]

### В составе групп, проекты
| Группа, проект                             | Год  | Альбом                                                                 |
| ------------------------------------------ | ---- | ---------------------------------------------------------------------- |
| Как Death Cube K                           | 1994 | Dreamatorium                                                           |
| Как Death Cube K                           | 1997 | Disembodied                                                            |
| Как Death Cube K                           | 1999 | Tunnel                                                                 |
| Как Death Cube K                           | 2007 | DCK                                                                    |
| Как Death Cube K                           | 2007 | Monolith                                                               |
| Как Death Cube K                           | 2009 | Torn From Black Space                                                  |
| С Брайаном "Брейном" Мэнтиа                | 1997 | I Need 5 Minutes Alone (Как Pieces)                                    |
| С Брайаном "Брейном" Мэнтиа                | 2007 | Kevin's Noodle House                                                   |
| С Брайаном "Брейном" Мэнтиа                | 2008 | The Dragons of Eden (С Трэвисом Дикерсоном)                            |
| С Брайаном "Брейном" Мэнтиа                | 2010 | Серия "Regards": Best Regards, Kind Regards (С Мелиссой Риз и Брэйном) |
| С Трэвисом Дикерсоном                      | 2006 | Chicken Noodles                                                        |
| С Трэвисом Дикерсоном                      | 2007 | Chicken Noodles II                                                     |
| С Трэвисом Дикерсоном                      | 2009 | Iconography                                                            |
| С Трэвисом Дикерсоном                      | 2010 | Left Hanging                                                           |
| С Йонасом Хеллборгом и Майклом Шривом      | 1993 | Octave of the Holy Innocents (Переиздан в 2003)                        |
| C Аликсом Ламбертом и Трэвисом Дикерсоном  | 2008 | Running After Deer                                                     |
| С Вигго Мортенсеном                        | 1997 | One Less Thing to Worry About                                          |
| С Вигго Мортенсеном                        | 1998 | Recent Forgeries                                                       |
| С Вигго Мортенсеном                        | 1999 | The Other Parade                                                       |
| С Вигго Мортенсеном                        | 1999 | One Man's Meat                                                         |
| С Вигго Мортенсеном                        | 2003 | Pandemoniumfromamerica                                                 |
| С Вигго Мортенсеном                        | 2004 | Please Tomorrow                                                        |
| С Вигго Мортенсеном                        | 2004 | This, That, and The Other (Сборник)                                    |
| С Вигго Мортенсеном                        | 2005 | Intelligence Failure                                                   |
| С Вигго Мортенсеном                        | 2008 | At All                                                                 |
| Arcana                                     | 1997 | Arc of the Testimony                                                   |
| Cobra Strike                               | 1999 | 13th Scroll                                                            |
| Cobra Strike                               | 2000 | Cobra Strike II: Y, Y+B, X+Y                                           |
| Colonel Claypool's Bucket of Bernie Brains | 2004 | The Big Eyeball in the Sky                                             |
| Zillatron                                  | 1993 | Lord of the Harvest                                                    |

| Группа (проект)             | Год  | Альбом                                          |
| --------------------------- | ---- | ----------------------------------------------- |
| Cornbugs                    | 1991 | Spot the Psycho                                 |
| Cornbugs                    | 2001 | Cemetery Pinch                                  |
| Cornbugs                    | 2001 | How Now Brown Cow                               |
| Cornbugs                    | 2004 | Brain Circus                                    |
| Cornbugs                    | 2004 | Donkey Town                                     |
| Cornbugs                    | 2005 | Rest Home for Robots                            |
| Cornbugs                    | 2005 | Skeleton Farm                                   |
| Cornbugs                    | 2006 | Celibrity Psychos                               |
| Deli Creeps                 | 1991 | Deli Creeps Demo Tape 1991                      |
| Deli Creeps                 | 1996 | Deli Creeps Demo Tape 1996                      |
| Deli Creeps                 | 2005 | Dawn of the Deli Creeps                         |
| El Stew                     | 1999 | No Hesistation                                  |
| El Stew                     | 2003 | The Rehearsal                                   |
| Frankenstein Brothers       | 2008 | Bolt on Neck                                    |
| Giant Robot                 | 1996 | Giant Robot                                     |
| Gorgone                     | 2005 | Gorgone                                         |
| Guns N' Roses               | 2008 | Chinese Democracy                               |
| Praxis                      | 1992 | Transmutation (Mutatis Mutandis)                |
| Praxis                      | 1994 | Sacrifist                                       |
| Praxis                      | 1994 | Metatron                                        |
| Praxis                      | 1997 | Live in Poland                                  |
| Praxis                      | 1997 | Transmutation Live                              |
| Praxis                      | 1998 | Collection                                      |
| Praxis                      | 1999 | Warszawa                                        |
| Praxis                      | 2005 | Zurich                                          |
| Praxis                      | 2007 | Tennessee 2004                                  |
| Praxis                      | 2008 | Profanation (Preparation for a Coming Darkness) |
| Sciense Faxtion             | 2008 | Living on Another Frequency                     |
| Shin Terai / Shine / Shin.E | 2001 | Unison                                          |
| Shin Terai / Shine / Shin.E | 2004 | Heaven&Hell                                     |
| Shin Terai / Shine / Shin.E | 2007 | Lightyears                                      |
| Thanatopsis                 | 2001 | Thanatopsis                                     |
| Thanatopsis                 | 2003 | Axiology                                        |
| Thanatopsis                 | 2006 | Anatomize                                       |